# The Whitey Album
The Whitey Album je hudební album skupiny Ciccone Youth, což je hudební projekt americké rockové kapely Sonic Youth. Toto album mělo původně zahrnovat jen coververze písní z alba Beatles The White Album, což se však nakonec nestalo.

## Seznam skladeb
1. "Needle-Gun" – 2:27
2. Untitled (silence) – 1:03
3. "G-Force" – 3:39
4. "Platoon II" – 4:18
5. "MacBeth" – 5:27
6. "Me & Jill/Hendrix Cosby" – 5:30
7. "Burnin' Up" (původní autor Mike Watt) – 3:52
8. "Hi! Everybody" – 0:57
9. "Children of Satan/Third Fig" – 3:06
10. "Two Cool Rock Chicks Listening to Neu!" – 2:56
11. "Addicted to Love" (Robert Palmer) – 3:45
12. "Moby-Dik" – 1:01
13. "March of the Ciccone Robots" – 1:57
14. "Making the Nature Scene" – 3:14
15. "Tuff Titty Rap" – 0:39
16. "Into the Groovey" – 4:36
17. "MacBeth II (Mix)" (bonusová skladba, která je obsažena jen na CD verzi) – 5:17